# Johann Friedrich Falckenhagen
Johann Friedrich Falckenhagen (auch Falkenhagen; * 1752; † 11. Mai 1823 in Berlin) war ein deutscher Orgelbauer in Berlin.

## Leben und Wirken
Der Vater David Falckenhagen war Tischlermeister in Stargard in Pommern. Friedrich Falckenhagen wurde Mitarbeiter beim Orgelbauer Ernst Marx in Berlin und heiratete am 16. Mai 1786 dessen Tochter Catharina Dorothea Elisabeth in der Sophienkirche.
1789 machte er im Auftrag von Marx ein Angebot für die Reparatur der Orgel in der Marienkirche in Bernau. Die Zustimmung der Stadt erhielt jedoch Johann Simon Buchholz, der sich gerade selbstständig machte und bis dahin auch bei Marx gearbeitet hatte. 1800 führte Falckenberg eine umfassende Verkleinerung (Simplificierung) der Wagner-Orgel in der Marienkirche in Berlin durch. Dabei entfernte er auf Anregung von Georg Joseph Vogler 1001 von 2556 Pfeifen und reduzierte die Register von 40 auf 27. 1808 führte er Reparaturen an der Wagner-Orgel in der Parochialkirche durch.
Seine Adresse war 1820 und 1823 Kleiner Jüdenhof 3 in Berlin-Mitte, als Instrumentenmacher. Falckenhagen starb am 11. Mai 1823 und wurde auf dem Friedhof der Marienkirche bestattet.